# 多布羅西利亞
多布羅西利亞（烏克蘭語：Добросілля），是烏克蘭南部赫爾松州赫尔松区大科帕尼市镇内的村落。始建於1965年，面積23.2平方公里，海拔高度24米，2001年人口376，人口密度每平方公里16.2人。